# Hemerson Maria
Hemerson José Maria (Florianópolis, 4 de maio de 1972) é um treinador e ex-futebolista brasileiro que atuava como atacante. Atualmente é técnico do Joinville Esporte Clube.

## Carreira como jogador
Hemerson, como era conhecido na época de jogador profissional, começou sua carreira nas categorias de base do Figueirense, clube da sua terra natal. O volante se profissionalizou no ano de 1993 e esteve na conquista o Campeonato Catarinense em 1994, quebrando um jejum de quase 20 anos do time de Florianópolis.
Passou ainda pelo Flamengo Esporte Clube de Florianópolis, em 1995, até encerrar sua carreira no Atlético Alto Vale devido, segundo ele mesmo, a sua falta de técnica para atuar como profissional.

## Carreira como treinador
O primeiro desafio de Hemerson Maria como treinador veio em 2001, quando ele assumiu as categorias de base do Guarani de Palhoça. Ainda no mesmo ano, veio a oportunidade de treinar o profissional no mesmo clube na Segunda Divisão do Campeonato Catarinense.
Ainda no ano de 2001, Hemerson partiu para assumir as categorias de base do Figueirense, onde permaneceu por 10 anos, disputando campeonatos como a Copa São Paulo de Futebol Júnior e, em algumas oportunidades, assumindo de forma interina o time principal.

### Avaí
No dia 18 de janeiro de 2011, inicia a história de Hemerson Maria no Avaí. O treinador foi contratado para dirigir o time de juniores do Leão da Ilha. Comandou a equipe no Estadual e no Campeonato Brasileiro Sub-20, aonde não consegui classificação à fase final.
Após a demissão do treinador Mauro Ovelha, que até então comandava o time principal do Avaí, surgiu a grande oportunidade da carreira de Hemerson. No dia 26 de março de 2012, a diretoria do clube efetivou Hemerson Maria para comandar o time na sequência do Campeonato Catarinense, juntamente com o auxiliar Emerson Nunes. Naquele momento o time se encontrava desacreditado para a classificação.
Hemerson estreou na equipe principal no dia 28 de março, quando o Avaí goleou o Marcílio Dias por 6 a 1 na Ressacada, pela 6ª rodada do returno do estadual. A partir daí foram mais cinco jogos, com três vitórias e dois empates até a final. Foi então que o Avaí encontrou o seu maior rival, o Figueirense, e venceu os dois jogos: 3 a 0 no primeiro jogo, na Ressacada, e 2 a 1 no Estádio Orlando Scarpelli, para sagrar-se campeão catarinense. De quebra, Hemerson Maria ainda foi eleito o melhor treinador do campeonato pela Federação Catarinense.
Sua estreia no Campeonato Brasileiro da Série B foi no dia 19 de maio, quando enfrentou o Boa Esporte no Estádio Melão, em Varginha-MG, e empatou em 2 a 2. Já a primeira vitória veio logo na segunda rodada, por 1 a 0 contra o São Caetano na Ressacada. Sua invencibilidade a frente do time – 10 jogos, sete vitórias e três empates, com 25 gols a favor e 10 contra – foi encerrada na partida contra o América de Natal, no Nazarenão, em Goianinha, pela terceira rodada da Série B, quando o Avaí saiu derrotado por 1 a 0.
No dia 18 de setembro, quatro dias após a derrota do Leão para o América Mineiro, em Belo Horizonte pela 25ª rodada da Série B, Hemerson foi demitido pela diretoria do clube. Até o momento, o Avaí encontrava-se na 9ª posição da competição, com 37 pontos conquistados.

### Red Bull Brasil
Foi anunciado como treinador do Red Bull Brasil no dia 20 de novembro de 2012, para comandar o time no Campeonato Paulista da Série A2 com a missão de conseguir o acesso à elite do futebol estadual. Sua apresentação oficial no clube ocorreu no dia 28 de novembro, juntamente com o atacante Denilson. Sua primeira experiência prática foi no dia 13 de janeiro de 2013, num jogo-treino de pré-temporada contra a Ponte Preta, em que o Red Bull venceu por 1 a 0.
Durante a Série A2 o desempenho não foi o esperado e, após oito partidas à frente do time com uma vitória, quatro empates e três derrotas, Hemerson Maria pediu demissão do clube. Sua última partida foi na derrota por 3 a 2 para o Grêmio Osasco, no dia 16 de fevereiro.

### CRAC
Foi anunciado pelo CRAC no dia 3 de março de 2013. Hemerson Maria assumiu logo após a demissão do treinador Arturzinho, que deixou a equipe depois de uma derrota por 3 a 0 para o Atlético Goianiense pela nona rodada da primeira fase do Campeonato Goiano, no Estádio Serra Dourada, em Goiânia.
A estreia a frente do time veio numa derrota. Com pouco tempo comandando a equipe, Hemerson Maria saiu derrotado na partida contra o Goianésia por 2 a 0 em casa. A primeira vitória veio na rodada seguinte contra o Atlético Goianiense, 2 a 1 no Estádio Genervino da Fonseca. Após ter assumido o time com mais de 90% de chances de rebaixamento no campeonato local, Hemerson salvou o clube do descenso e ainda ganhou elogios vindos do então técnico do Vasco da Gama, Paulo Autuori, pela forma de jogo da equipe.
O CRAC estreou na Copa do Brasil no dia 10 de abril, com uma vitória sobre o Náutico em casa pelo jogo de ida por 3 a 1, o time abriu uma boa vantagem para poder se classificar para a próxima fase. No jogo de volta disputado nos Aflitos, o CRAC empatou em 1 a 1 e confirmou a classificação. Na segunda fase da competição, o CRAC derrotou o Betim com duas vitórias, 3 a 2 em casa e 1 a 0 fora. Com isso Hemerson Maria, juntamente com o time, marcaram seus nomes na história do clube que nunca havia disputado a terceira fase da Copa do Brasil.
Na estreia pela Série C do Campeonato Brasileiro o CRAC, sob o comando de Hemerson Maria, empatou fora de casa em 0 a 0 com o Betim. Mas apesar de tanto sucesso no time de Catalão, no dia 13 de junho, Hemerson anuncia a sua rescisão com o CRAC para retornar ao Avaí.

### Retorno ao Avaí
Teve o seu retorno anunciado pelo Avaí no dia 13 de junho. Na ocasião, o Leão, que até então era treinado pelo técnico Ricardinho, encontrava-se na 13ª colocação da Série B, com sete pontos conquistados em seis jogos disputados. A apresentação de Hemerson aconteceu na sala de imprensa do Estádio da Ressacada, no dia 19 de junho.
Após estar muito próximo de subir, a equipe perdeu os últimos seis jogos na Série B e não conseguiu o tão sonhado acesso. Assim, o treinador não teve o seu contrato renovado e deixou o comando da equipe catarinense em novembro.

### Joinville
Após seu contrato não ter sido renovado com o Avaí, Hemerson foi anunciado como novo técnico do Joinville no dia 9 de dezembro de 2013. Após um bom Campeonato Catarinense, o treinador chegou a final do estadual, onde não obteve sucesso. Apesar disso, seu trabalho continuou e ao final da temporada sagrou-se campeão brasileiro da Série B de 2014, um feito inédito para o Joinville, que teve grandes méritos e perseverança do treinador.
Em 2015, Hemerson reiniciou os trabalhos junto a equipe de futebol para a montagem do elenco para a Série A. Após atuações ruins na primeira fase do Campeonato Catarinense, o Joinville conseguiu a classificação no sufoco com resultados combinados em outras partidas. O hexagonal final começou e a equipe se superou após uma vitória sobre a Chapecoense, garantindo a vaga na fase final. Já na rodada seguinte, o JEC garantiu a disputa do título em casa com uma vitória sobre o Figueirense, segundo colocado. Após dois empates por 0 a 0, o Joinville conquistou o Campeonato Catarinense em campo. O Figueirense, no entanto, através de comissões totalmente parciais no TJD-SC, conseguiu levar o título por um erro na inscrição de um atleta do Joinville. Após os desembargadores e alguns sócios do Figueirense decidirem pela punição do Joinville de forma literal (visto caso com América-MG em 2014), o STJD sobrepujou todas as leis e determinou deliberadamente que o título seria do Figueirense, questão que não estava na pauta da ação.
Após o Catarinense, o Joinville também caiu na Copa do Brasil e começou muito mal no Campeonato Brasileiro. Com isso, Hemerson sucumbiu aos maus resultados e foi desligado do clube.

### Retorno ao Joinville
Após alguns meses fora, Hemerson Maria retornou ao Joinville, que encontra-se em péssimo lugar no Campeonato Catarinense de 2016. Junto do comandante, chegaram o auxiliar técnico Emerson Nunes e o novo preparador físico, Alexandre Souza, que também havia trabalhado no JEC na temporada passada.

### Fortaleza
Após Marquinhos Santos ter sido contratado pelo Figueirense, Hemerson Maria acertou com o Fortaleza, chegando com a missão de subir o time para a Série B.
Com o fracasso em não conseguir o acesso, Hemerson Maria rescindiu seu contrato com o clube cearense. No entanto, após a reeleição do presidente Jorge Mota, Hemerson Maria foi contratado novamente para iniciar seu trabalho do zero no Fortaleza.

### Vila Nova
Foi confirmado como novo treinador do Vila Nova no dia 9 de maio de 2017, após a demissão de Mazola Júnior. Ficou no clube durante duas temporadas brigando sempre pelo acesso, mas por não ter chegado no objetivo, teve a sua saída anunciada em 20 de novembro de 2018.

### Retorno ao Vila Nova
Em 11 de agosto de 2021, foi anunciado como novo técnico do Vila Nova para a sequência da Série B.

### Figueirense
No dia 28 de novembro de 2018, após a demissão de Rogério Micale, Hemerson foi anunciado como novo treinador do Figueirense. Campeão da Recopa Catarinense em 2019.

### Botafogo-SP
Após a demissão de Roberto Cavalo, Hemerson foi anunciado como novo treinador do Botafogo-SP.

### Criciúma
Em janeiro de 2021, foi anunciado como novo técnico do Criciúma.
Depois de não conseguir nenhuma vitória no Campeonato Catarinense, deixando o clube na zona de rebaixamento e com apenas 14% de aproveitamento, Hemerson Maria foi demitido no dia 1 de abril.

### Vila Nova
Foi contratado pelo Vila Nova no dia 11 de agosto de 2021, assinando até o restante da Série B. No entanto, acabou pedindo demissão no dia 23 de agosto. Foram apenas três jogos pelo clube: estreou com derrota de 1 a 0 para o Londrina, empatou por 0 a 0 com o Vitória e perdeu por 3 a 2 para o Botafogo.

### Tombense
Em 22 de fevereiro de 2022, foi contratado como novo técnico do Tombense, chegando para comandar o clube até o final do ano. Acabou sendo demitido no dia 12 de maio, após fazer o time ficar em penúltimo lugar na Série B. Somando todas as competições, comandou o clube por 16 jogos, tendo duas vitórias, nove empates e cinco derrotas.

### Anápolis
Em 16 de maio de 2024 foi contratado pelo Anápolis para comandar o clube na Série D.

### Volta para o JEC oito anos depois
Em outubro de 2024, Hemerson Maria foi contratado pelo clube para substituir Ney Franco 

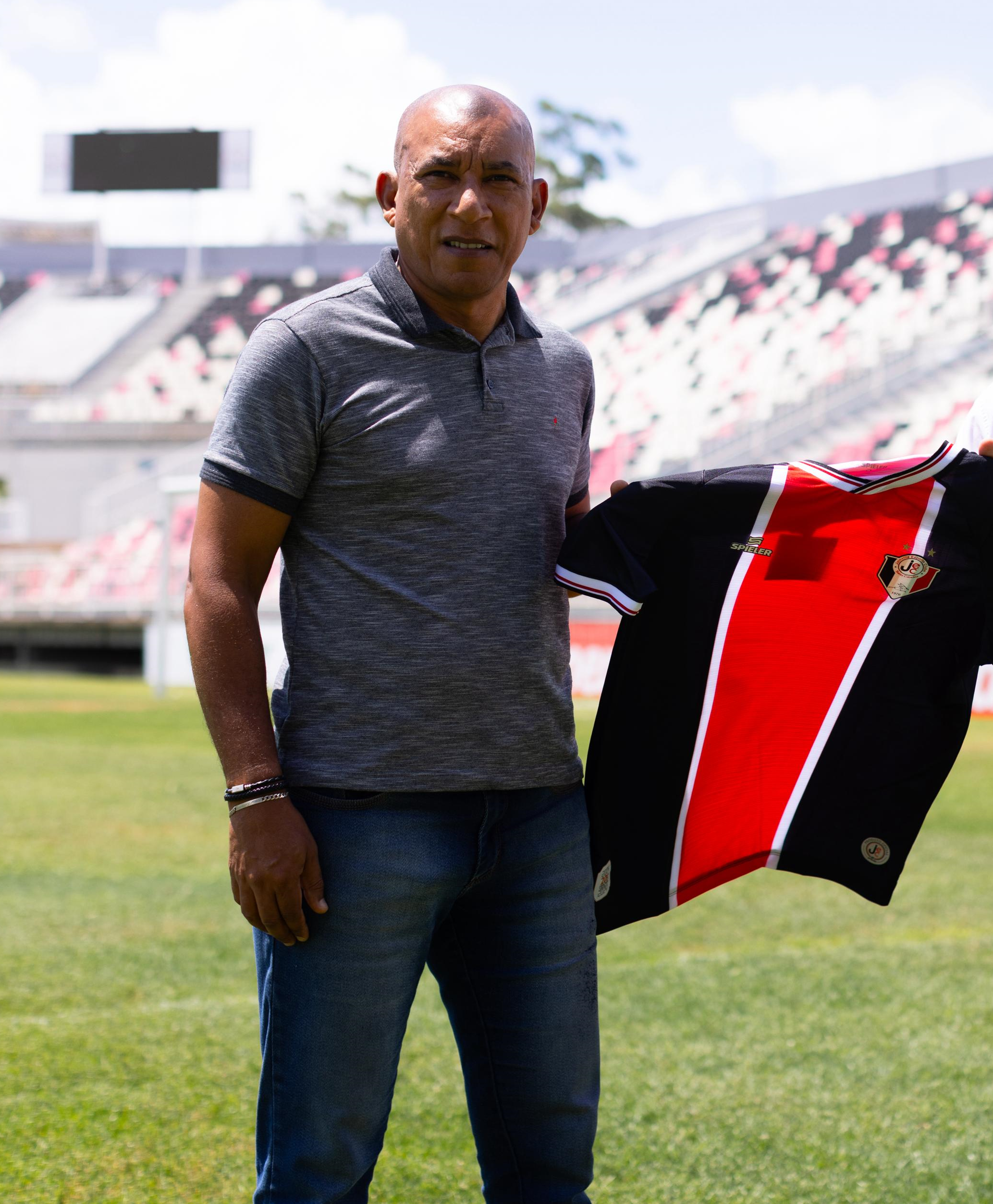
Hemerson Maria na sua apresetaçao ao JEC em outubro de 2024

## Estatísticas
Atualizadas até 29 de setembro de 2018
| Clube | Jogos | Vitórias | Empates | Derrotas | Aproveitamento |
| ----- | ----- | -------- | ------- | -------- | -------------- |
| Total | 250   | 102      | 81      | 67       | 51.6%          |

## Títulos

### Como jogador
Figueirense
- Campeonato Catarinense: 1994

### Como treinador
Avaí
- Campeonato Catarinense: 2012

Joinville
- Campeonato Brasileiro - Série B: 2014[52]

Fortaleza
- Copa dos Campeões Cearenses: 2017

Figueirense
- Recopa Catarinense: 2019

### Prêmios individuais
- Melhor treinador do Campeonato Catarinense: 2012[12]